# Avenida Torquato Tapajós
A Avenida Torquato Tapajós é uma via arterial localizada no município de Manaus, capital do estado do Amazonas. Inaugurada em 1965, é uma das maiores avenidas da cidade e da região Norte do Brasil, com mais de 12 km de extensão.

## História
A história da avenida está diretamente ligada com a rodovia AM-010, na extensão da Rodoviária de Manaus até o posto de fiscalização da Polícia Militar, zona Norte da cidade. As obras começaram no primeiro governo (1955-1959) de Plínio Ramos Coelho, passou pelo primeiro governo (1959-1963) de Gilberto Mestrinho e prosseguiu até a cassação, pelo Regime Militar, do segundo mandato (1963-1964) do governador Plínio Coelho. As obras foram retomadas, em ritmo acelerado, em meados de 1964, pelo governador Artur César Ferreira Reis que finalmente efetivou a rodovia.
Foi batizada com o nome de Torquato Xavier Monteiro Tapajós (Manaus, 3 de dezembro de 1853 — Rio de Janeiro, 12 de novembro de 1897) engenheiro, geógrafo, bacharel em ciências matemáticas, pertenceu a diversas associações culturais do Brasil e do exterior. Foi o principal idealizador da rodovia.

## Características
Com 12,6 quilômetros de extensão, 8 faixas de rolamento em sua maior parte, a Torquato Tapajós é a via de acesso à cidade de Manaus através das as rodovias AM-010 e BR-174, e também um vetor de crescimento do município, pois abriga inúmeras indústrias, conjuntos habitacionais, centros logísticos, lojas e redes de comércio em geral.
Por ser uma via arterial, sua velocidade máxima permitida é de 60 quilômetros por hora. Em 2015, a Prefeitura de Manaus instalou luminárias a LED em toda a extensão da avenida.